# Gwyneth Jones (écrivain)
Pour la soprano, voir Gwyneth Jones.
Œuvres principales
- White Queen (1991)
- Bold As Love (2001)
- Life (2004)

Gwyneth Jones, née le 14 février 1952 à Manchester en Angleterre, est un écrivain britannique de science-fiction et de fantasy.
Elle s'est d'abord fait connaître par des livres pour enfants sous le nom de plume Ann Halam avant d'écrire de la science-fiction.
Dans les années 2000, elle se fait connaître par une série de cinq livres, Bold as Love (2001-2006).

## Œuvres

### Trilogie Aleutian
1. (en) White Queen, 1991Prix James Tiptree, Jr. 1991
2. (en) North Wind, 1994
3. (en) Phoenix Cafe, 1997

### Cycle Bold As Love
1. (en) Bold As Love, 2001Prix Arthur-C.-Clarke 2002
2. (en) Castles Made of Sand, 2002
3. (en) Midnight Lamp, 2003
4. (en) Band of Gypsys, 2005
5. (en) Rainbow Bridge, 2006

### Romans indépendants
- (en) Water in the Air, 1977
- (en) The Influence of Ironwood, 1978
- (en) The Exchange, 1979
- (en) Dear Hill, 1980
- Divine Endurance, Denoël, coll. « Présence du futur » no 416, 1986 ((en) Divine Endurance, 1984)
- Plans de fuite, Denoël, coll. « Présence du futur » no 449, 1987 ((en) Escape Plans, 1986)
- (en) Kairos, 1988
- (en) The Hidden Ones, 1988
- (en) Flower Dust, 1993
- (en) Life, 2004Prix Philip-K.-Dick 2005
- (en) Spirit: or The Princess of Bois Dormant, 2008
- (en) The Grasshopper's Child, 2015
- (en) Proof of Concept, 2017

### Recueils de nouvelles
- (en) Identifying the Object, 1993
- (en) Seven Tales and a Fable, 1995Prix World Fantasy du meilleur recueil de nouvelles 1996
- (en) Grazing the Long Acre, 2009
- (en) The Buonarotti Quartet, 2009
- (en) The Universe of Things, 2011
- (en) Big Cat and Other Stories, 2019